# Folsom (Nova Jérsei)
Folsom é um distrito localizado no estado americano de Nova Jérsei, no Condado de Atlantic.

## Demografia
Segundo o censo americano de 2000, a sua população era de 1972 habitantes.
Em 2006, foi estimada uma população de 1948, um decréscimo de 24 (-1.2%).

## Geografia
De acordo com o United States Census Bureau tem uma área de
21,9 km², dos quais 21,4 km² cobertos por terra e 0,5 km² cobertos por água.

## Localidades na vizinhança
O diagrama seguinte representa as localidades num raio de 12 km ao redor de Folsom.